# Henry Kuttner
Pour les articles homonymes, voir Kuttner.
Œuvres principales
- Robots Have No Tails
- Elak of Atlantis
- Vintage Season
- Les Rats du cimetière

Henry Kuttner, né le 7 avril 1915 à Los Angeles en Californie et mort le 4 février 1958  dans la même ville, est un écrivain américain, principalement de science-fiction.

## Biographie
Kuttner grandit dans une relative pauvreté due au décès prématuré de son père, juif émigré de Poméranie, et très vite il collabore à l'agence littéraire d'un cousin de Los Angeles, Laurence D'Orsay. Il connaît le succès avec son premier texte Les Rats du cimetière (The Graveyard Rats, Weird Tales de mars 1936). Suivront 25 nouvelles marquées par l'influence littéraire de Lovecraft.
Après la mort de Robert E. Howard, Farnsworth Wright, rédacteur en chef de Weird Tales, lui propose d'écrire des textes d'heroic fantasy : ainsi naîtra Elak, prince d'Atlantis (4 aventures entre 1938 et 1941).
Grand ami de Ray Bradbury, il termine sa première nouvelle pour Weird Tales.
Il écrit plusieurs nouvelles en collaboration avec Robert Bloch sous le pseudonyme commun de Keith Hammond (dont the Black Kiss et the Body and the Brain, édition Clancier-Guénaud, collection « au troisième œil »).
Il est marié avec Catherine Lucille Moore, avec qui il publie sous le pseudonyme de Lewis Padgett. Tout au long des années 1940, il compose des nouvelles en collaboration avec son épouse. En 1950, il s'inscrit à l’université du Sud de la Californie, et obtient sa licence de littérature en 1954. Il poursuivait ses études lorsqu'il succomba à une crise cardiaque en 1958.

## Œuvres

### Romans
- The Creature from Beyond Infinity (1940)
- Earth's Last Citadel (avec Catherine Lucille Moore) (1943)
- The Portal in the Picture (avec Catherine Lucille Moore) (1946) - Paru également sous le titre Beyond Earth's Gates
- The Dark World (1946)
- Valley of the Flame (1946)
- The Fairy Chessmen (1946)
- The Time Axis (1948)
- Vénus et le titan ((en) Fury, 1950) (avec Catherine Lucille Moore), trad. J.C. Dumoulin, NRF Gallimard, coll. Le Rayon Fantastique, 1957, (Presses Pocket Science-fiction), 1979
- Faites monter la bière (Man drowning, 1952) trad. Janine Hérisson et Henri Robillot, NRF Gallimard, 1954, Série noire no 202, coll. Carré noir no 53, 1972
- The Well of the Worlds (1952)
- Les Mutants ((en) Mutant, 1953), trad. Frank Straschitz, OPTA, coll. Galaxie-bis Spécial 13 no 68, 1969, (Le Masque Science-fiction), 1974

### Recueils de nouvelles
- Robots Have No Tails 1952 (Astounding) avec Catherine Lucille Moore
- Déjà demain ((en) Ahead of Time, 1953) (avec Catherine Lucille Moore), trad. P.J. Izabelle, NRF Gallimard-Hachette, coll. Le Rayon Fantastique no 89, 1961; réédition, Denoël, coll. Présence du futur no 153-154, 1972
- Le Livre De Iod ((en) The Book of Iod, 1995), ORIFLAM, coll. Nocturnes, 1998  (ISBN 2-906897-87-6)

### Nouvelles
- The Graveyard Rats (1936)
- The Secret of Kralitz (1936)
- The Eater of Souls (1937)
- The Salem Horror (1937)
- Tony Quade stories
  - Hollywood on the Moon(1938)
  - Doom World (1938)
  - The Star Parade(1938)
- The Invaders (1939)
- Bells of Horror (1939)
- The Hunt (1939)
- Dr. Cyclops (1940)
- The Eyes of Thar (1940) (Planet Stories)
- Le Twonky (The Twonky, 1942) avec Catherine Lucille Moore)
- Cochon-tirelire (Piggy Bank, 1942), publiée dans Histoires fausses
- Tout smouales étaient les Borogoves (Mimsy were the Borogoves, 1943) avec Catherine Lucille Moore, publiée dans Univers de la science-fiction, 1957 puis dans Histoires de la quatrième dimension
- La Cure (The Cure, 1946), avec Catherine Lucille Moore, publiée dans Histoires de voyages dans le temps
- Saison de grand cru (Vintage Season, 1946), avec Catherine Lucille Moore, publiée dans Histoires de voyages dans le temps
- Absalon (Absalom, 1946) publiée dans Histoires de mutants
- Guerre froide (Cold war, 1949) publiée dans Histoires à rebours
- Un affreux pressentiment (A Wild Surmise, 1953), publiée dans Histoires de mirages
- Le Repos du chasseur (Home is the Hunter, 1953), avec Catherine Lucille Moore, publiée dans Histoires de demain
- Sans espoir de retour (Home there's no returning, 1955), avec Catherine Lucille Moore

## Filmographie
- 2022 : Le Cabinet de curiosités (série télévisée) de Guillermo del Toro, saison 1 épisode 2 "The Graveyard Rats"
- 1996 : La Poupée de la terreur 2 de Dan Curtis (Story I: The Graveyard Rats)
- 1992 : Timescape : Le Passager du futur (Timescape) de David Twohy avec Jeff Daniels
- 1970 : Tout spliques étaient les Borogoves de Daniel Lecomte
- 1959 : The Twilight Zone (série tv) saison 1 épisode 12 "What You Need" Je sais ce qu'il vous faut
- 1957 : Sugarfoot (série tv)
- 1953 : The Twonky d'Arch Oboler
- 1952 : Tales of Tomorrow (série télévisée)
  - saison 1 épisode 8 "The Dark Angel"
  - saison 1 épisode 19 "What You Need" (1952)
- 1950 : Lights Out (série télévisée) épisode 10 "The Martian Eyes"